# مجد بهجت سليمان
مجد بهجت سليمان (28 أكتوبر 1974 - ) رجل أعمال سوري مقيم في دبي وابن السفير السوري السابق ورئيس المخابرات بهجت سليمان. وهو مالك أكبر تكتل إعلامي في سوريا المجموعة المتحدة [الإنجليزية] التي تعمل أيضًا بالاسم التجاري شركة الوسيط الدولي وهي تابعة لشركة الوسيط الدولي.

## نبذة عنه
مجد سليمان هو ابن السفير السوري السابق لدى الأردن ورئيس الفرع الداخلي لمخابرات النظام السوري العامة بهجت سليمان، وقد وصفته دائرة أبحاث الكونجرس الأمريكي بأنه «عضو رئيس في عائلة الأسد ونخب أخرى».. تملك مجموعته الإعلامية صحيفة بلدنا [الإنجليزية]، وهي واحدة من صحيفتين يوميتين خاصتين تغطيان الموضوعات السياسية ونجحتا في البقاء مفتوحتين بعد الحرب الأهلية السورية، وذلك بسبب العلاقات الوثيقة مع الحكومة السورية.
ترأس شقيقه الصغرى حيدرة سليمان تحرير صحيفة بلدنا الموالية للحكومة السورية، وهي عضو في الجيش السوري الإلكتروني، وتدير صفحة الرئيس السوري بشار الأسد على الفيسبوك.

## الحياة المهنية
مجد شريك مؤسس في شركة المجموعة المتحدة للنشر والإعلان والتسويق، والمعروفة أيضًا باسم المجموعة المتحدة، مع شريكه التجاري بشار كيوان. وتملك المجموعة المتحدة صحيفةَ بلدنا المتحالفة مع الحكومة في سوريا، وتملك صحيفة البلد البائدة في لبنان والكويت وجزر القمر. ونمت شراكة كيوان ومجد بإنشاء العديد من الشركات التابعة في مجالات الخدمات المصرفية والبناء والسياحة والإعلان والنشر، والتعامل مع شركاء أعمال محليين في بلدان شتى. تشمل أعمالهما الوسيط الدولي، الوسيط الدولي القابضة المحدودة، كومورو جلف القابضة (CGH)، كومورو جلف للطيران، وجاد وجانا (فرنسا).
أسس سليمان وكيوان أيضًا شركة الوسيط الدولي، المعروفة أيضًا باسم مجموعة الوسيط الدولي، وهي شركة تابعة للمجموعة المتحدة ومقرها مدينة دبي للإعلام.  نشرت شركة الوسيط الدولي عددًا من الصحف والمجلات الفنية والإعلانية في 35 مدينة في 12 دولة. تضمنت منشورات المجموعة ليالينا وتوب جير وماري كلير وفورتشن وكونكورد ميديا للإعلانات الطرقية. خططت المجموعة لطرح عام أولي في عام 2012 لكنها توقفت بسبب الحرب الأهلية السورية.

## الحياة الشخصية
مجد سليمان متزوج من رائدة الأعمال والمؤسسة المشاركة لعلامة الإكسسوارات LE MARAIS 101 زينة خير.
في عام 2005 تعرضت وزارة الخارجية الكندية لانتقادات لإصدارها تأشيرة سياحية لزينة بناء على طلب بهجت سليمان بهدف الولادة في مونتريال.